# 룡성 관저
룡성 관저(龍城官邸) 또는 55호 관저, 주요 고급 저택은 조선민주주의인민공화국의 관저이자 김정은의 주 거주지이다.

## 위치
이 관저는 평양 북부 룡성구역에 위치해 있으며 김일성광장에서 북동쪽으로 약 12km 지점에 위치해 있다. 단지 규모는 약 12 km2 (4.6 mi2)에 이른다. 김정일의 전 경호원 리영국에 따르면 적어도 8곳의 북한 지도자 관저가 평양 밖에 있다.

## 같이 보기
- 조선민주주의인민공화국의 지도자 관저